# Adonis Ramos
Adonis Ramos (Bartolomé Massó, 28 giugno 1985) è un calciatore cubano, di ruolo attaccante.

## Carriera

### Club
Ha sempre giocato nel campionato cubano.

### Nazionale
Ha esordito con la Nazionale cubana nel 2007.